# Uran(III)-iodid
Uran(III)-iodid ist eine chemische Verbindung bestehend aus den Elementen Uran und Iod. Es besitzt die Formel UI3 und gehört zur Stoffklasse der Iodide.

## Darstellung
Uran(III)-iodid kann durch Reaktion von Uran und Iod gewonnen werden.
{\displaystyle {\ce {2 U + 3 I2 -> 2 UI3}}}

## Eigenschaften
Uran(III)-iodid ist ein schwarzer Feststoff, der bei 766 °C schmilzt. Es kristallisiert im orthorhombischen Kristallsystem (Plutonium(III)-bromid-Typ) in der Raumgruppe Ccmm (Raumgruppen-Nr. 63, Stellung 2) mit den Gitterparametern a = 432,8 pm, b = 1401,1 pm und c = 1000,5 pm und vier Formeleinheiten pro Elementarzelle. Urantriiodid eignet sich als Lewis-Säure-Katalysator für verschiedene Diels-Alder-Reaktionen, die unter milden Bedingungen durchgeführt werden.